# Top Gun (filmová série)
Filmová série Top Gun se skládá ze dvou akčně-dramatických filmů, které jsou postaveny na postavách vytvořených Jimem Cashem a Jackem Eppsem Jr. Scenáristé prvního filmu byli inspirováni článkem s názvem „Top Guns“, který byl vydán v California magazine v roce 1983. Tom Cruise hraje v obou filmech postavu Peta „Maverick“ Mitchella, mladého námořního pilota na palubě letadlové lodi USS Enterprise. Spolu s ním hrají Val Kilmer, Kelly McGillis, Anthony Edwards a Miles Teller.

## Film

### Top Gun(1986)
Pete „Maverick“ Mitchell, je námořní pilot, který byl přijat do elitní stíhací školy, která je známa jako „Topgun“. Jako impulsivní pilot, soupeří s dalšími nejlepšími letci v zemi, Maverick se dostává do situací, které mu mění život. Charlie, instruktorka v této letecké škole, vstupuje do jeho života a spolu si začínají romantický vztah. Maverick je pronásledován záhadnou smrtí svého otce, smrtí svého navigátora Goose. Snaží se ovládnout svůj temperament a vyhrát prestižní Top Gun Trophy, ale současně chce udržet svůj vztah s Charlie.

### Top Gun: Maverick(2022)
Maverick byl povolán zpět do služby, aby učil syna svého přítele a navigátora Goose, a aby společně bojovali proti nové hrozbě v podobě dronů.

## Postavy a charakteristiky
| Pete „Maverick“ Mitchel       | Tom Cruise         | Tom Cruise   |
| Tom „Iceman“ Kazansky         | Val Kilmer         | Val Kilmer   |
| Nick „Goose“ Bradshaw         | Anthony Edwards    |              |
| Charlotte „Charlie“ Blackwood | Kelly McGillis     |              |
| Bradley Bradshaw              | Aaron a Adam Weiss | Miles Teller |

## Další detaily o štábu a produkci
| Film              | Skladatel                           | Kameraman          | Střihač                     | Produkční společnost                                                                               | Distribuce         | Délka filmu |
| ----------------- | ----------------------------------- | ------------------ | --------------------------- | -------------------------------------------------------------------------------------------------- | ------------------ | ----------- |
| Top Gun           | Harold Faltermeyer, Giorgio Moroder | Jeffrey L. Kimball | Chris Lebenzon, Billy Weber | Paramount Pictures Don Simpson / Jerry Bruckheimer Films                                           | Paramount Pictures | 111 minut   |
| Top Gun: Maverick | Harold Faltermeyer, Hans Zimmer     | Claudio Miranda    | Eddie Hamilton              | Paramount Pictures Skydance Media Cruise/Wagner Productions TC Productions Jerry Bruckheimer Films | Paramount Pictures |             |

## Přijetí veřejnosti

### Tržby
| Film              | Zahájení promítání | Tržby na pokladnách kin | Tržby na pokladnách kin | Tržby na pokladnách kin | Hodnocení               | Hodnocení           | Rozpočet        | Zdroj |
| Film              | Zahájení promítání | Severní Amerika         | Jiné státy              | Celosvětově             | Doposud Severní Amerika | Doposud celosvětově | Rozpočet        | Zdroj |
| ----------------- | ------------------ | ----------------------- | ----------------------- | ----------------------- | ----------------------- | ------------------- | --------------- | ----- |
| Top Gun           | 16. květen 1986    | 179 800 601 USD         | 177 030 000 USD         | 356 830 601 USD         | #243                    | #332                | 15 miliónů USD  | [ 3 ] |
| Top Gun: Maverick | 27. květen 2022    |                         |                         |                         |                         |                     | 170 miliónů USD |       |

### Hodnocení
| Film              | Rotten Tomatoes        | Metacritic          | CinemaScore |
| ----------------- | ---------------------- | ------------------- | ----------- |
| Top Gun           | 59 % (76 hodnotitelů)  | 50 (15 hodnotitelů) | A           |
| Top Gun: Maverick | 96 % (478 hodnotitelů) | 78 (63 hodnotitelů) |             |